# Willi Eberlein
Willi Eberlein (* 29. Februar 1904 in Hamburg; † 31. Juli 1986 ebenda) war ein deutscher Politiker der Radikal-Sozialen Freiheitspartei.

## Leben und Beruf
Eberlein war Kaufmann von Beruf.

## Partei
Nach dem Zweiten Weltkrieg gehörte Eberlein 1945 zu den Mitbegründern der Radikal-Sozialen Freiheitspartei, einer Partei, die sich auf die freiwirtschaftlichen Thesen von Silvio Gesell berief. Als diese sich im September 1950 mit anderen freiwirtschaftlichen Organisationen zusammenschloss, wurde er Mitglied des Fusionsprodukts Freisoziale Union.

## Abgeordneter
Nachdem er bereits 1946 vergeblich für die RSF kandidiert hatte, wurde Willi Eberlein 1949 als Spitzenkandidat in die Hamburgische Bürgerschaft gewählt, weil sich die Partei auf einen Stimmenanteil von 2,0 % hatte steigern können. Er ist damit bis heute der einzige Landtagsabgeordnete in Deutschland, der für eine freiwirtschaftliche Partei gewählt worden ist. Im Parlament schloss er sich der FDP-Fraktion als Hospitant an. Bei der Bürgerschaftswahl 1953 scheiterte Eberlein mit der FSU mit nur 0,7 % der Stimmen klar an der zwischenzeitlich eingeführten Fünf-Prozent-Hürde – das Ergebnis hätte jedoch auch ohne Sperrklausel nicht für einen Sitz ausgereicht.